# 馬渡俊雄

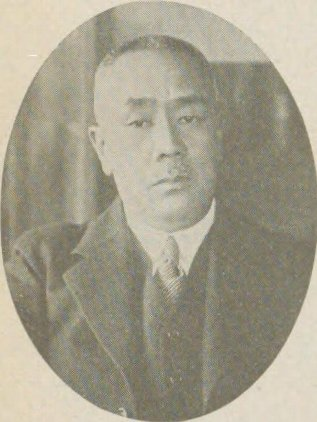
馬渡俊雄

馬渡 俊雄（まわたり としお、1876年（明治9年）12月14日 - 1946年（昭和21年）2月1日）は、日本の内務・警察官僚、実業家。官選県知事。旧姓・加藤。

## 経歴
東京府豊多摩郡淀橋町で加藤弘之の三男として生まれる。1885年7月、佐賀藩の家老諫早一学の家臣で、判事や弁護士を務めた馬渡俊猷の養子となる。第一高等学校を経て、1901年9月、東京帝国大学法科大学政治学科に入学。1905年11月、文官高等試験行政科試験に合格。1906年、東京帝大を卒業し内務省に入省、愛知県属となる。
以後、滋賀県事務官、大阪府事務官、山口県事務官・警察部長、福岡県事務官・警察部長、神奈川県警察部長、和歌山県内務部長、新潟県内務部長などを歴任。
1919年4月、愛媛県知事に就任。30ヵ年継続土木事業計画、県立中等学校学級増設の5ヵ年継続事業などを推進。また、 越智郡今治町と日吉村、北宇和郡宇和島町と八幡村の合併を推進し、今治市、宇和島市が誕生した。1921年5月、欧米の視察を命じられ知事を辞任した。帰国後、1922年6月、福島県知事に就任。四か月の在任で同年10月16日に依願免本官となり退官したが、誠実な行政を行った。
その後，東京市助役、東京瓦斯取締役、理研護謨工業取締役などを務めた。

## 親族
- 兄 加藤照麿（男爵・医学博士・貴族院議員）